# فایفهد نویل
فایفهد نویل (به انگلیسی: Fifehead Neville) یک روستا و محله مدنی در بریتانیا است که در North Dorset واقع شده‌است. فایفهد نویل ۱۴۷ نفر جمعیت دارد.